# Las Flores (La Guajira)
Las Flores es un centro poblado del municipio de Dibulla, perteneciente al departamento de La Guajira en la República de Colombia.

## Contexto geográfico
Está ubicado a un kilómetros de la Transversal del Caribe, a 43km de Riohacha. Dista 23 km de la cabecera municipal de Dibulla.  Su territorio es plano, limita al norte con el Mar Caribe, al oriente con el municipio de Riohacha, al suroccidente con el centro poblado Campana y al oeste con La Punta de los Remedios.

## Historia
Fue corregimiento del municipio de Riohacha hasta el 5 de diciembre de 1995, cuando a través de la ordenanza n.º 030 de la asamblea departamental de la Guajira se constituye el Municipio de Dibulla, pasando a formar parte de este.

## Clima
La totalidad del territorio pertenece al clima térmico cálido, con temperaturas más altas entre junio y agosto.educativas
- Datos: Q5970420